# Biddu

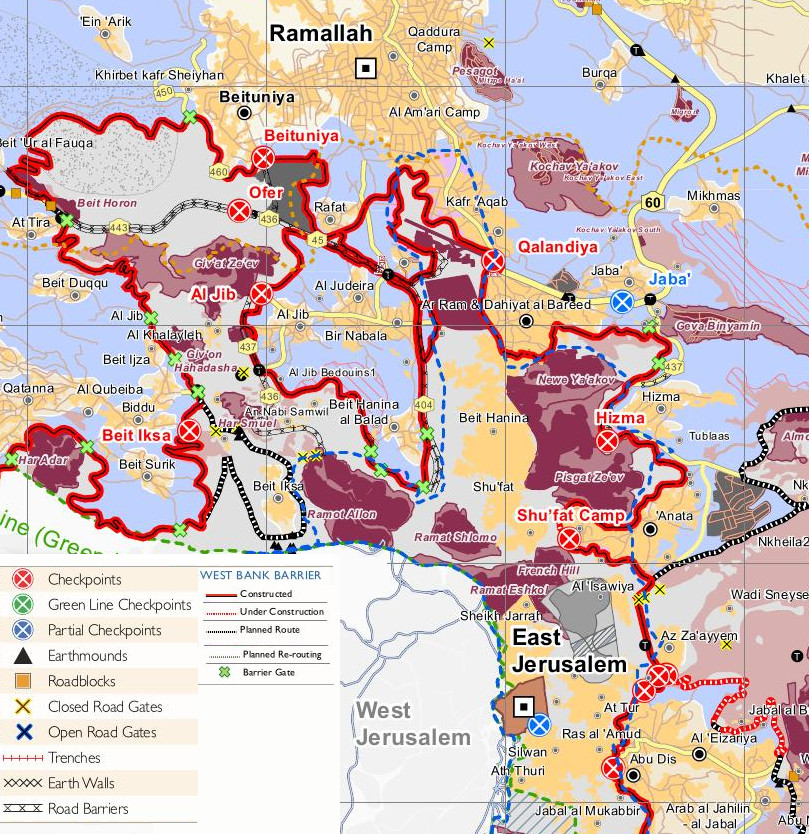
En la parte izquierda del mapa, enclave de Biddu, con la barrera de separación en rojo.

Biddu (en árabe: بدو‎) es un municipio palestino de la gobernación de Jerusalén, Cisjordania. Está situado a 9 km al noroeste de Jerusalén, a una altitud de 850 metros. Según la Oficina Central de Estadísticas de Palestina, tenía 8.231 habitantes en 2017.
Biddu es parte de un enclave al que da su nombre, el «Enclave de Biddu», al que pertenecen los pueblos palestinos de Beit Ijza, Beit Surik, Al-Qubeiba, Qatanna, Beit Duqqu, Beit ‘Anan y Kharayib Umm al Lahim. El enclave está rodeado al sur, este y oeste por la barrera de separación israelí que impide el acceso a buena parte de sus tierras de cultivo y dificulta su conexión con el resto de Cisjordania.

## Historia
En el pueblo existen vestigios cuya antigüedad remonta al siglo XII, y los registros fiscales del imperio otomano lo sitúan en la nahiya de Jerusalén.
Viajeros del siglo XVIII como Richard Pococke, o Edward Robinson en el siglo XIX señalan el pueblo como un pueblo musulmán al oeste de Jerusalén y cerca de Beit Surik.
Victor Guérin describió Biddu en 1863 como un pueblo en lo alto de una meseta donde vivían unos 150 habitantes, y en el que algunas casas eran muy antiguas.
El orientalista suizo Albert Socin, incluyó Biddu en 1870 en una lista oficial de pueblos otomanos. Apuntó que tenía 70 casas y una población de 247 varones. Divisó una cisterna excavada en la roca y notó que la carretera cruzada que unía Ramla con Nabi Samwil atravesía el pueblo.
En 1883 la investigación Survey of Palestine del Fondo para la Exploración de Palestina describió Biddu como un pueblo de tamaño mediano situado en lo alto de una colina rocosa con un pozo al noreste.
En 1896 se estimaba que la población de Biddu alcanzaba unas 546 personas.
A principios del siglo XX, los residentes de Biddu fundaron la aldea de Salbit, cerca de Ramla, como una dependencia o aldea satélite del pueblo principal.

### Mandato británico de Palestina
En el censo de 1922 llevado a cabo por las autoridades del Mandato británico de Palestina, Biddu tenía una población de 252 personas, todas musulmanas. En el censo de 1931, se elevaba a 399 habitantes, todos musulmanes, en 88 casas.
Las estadísticas de 1945, resultantes de una encuesta oficial de tierras y población, muestran un pueblo de 520 habitantes musulmanes para una superficie de 5.392 dunams. Se repartían en 334 dunams dedicados a plantaciones y cultivos de riego, 2.258 a cereales, mientras que 19 dunams consistían en áreas urbanas (construidas).

#### Guerra civil de 1947–1948
En el transcurso de la guerra civil durante el Mandato de Palestina, en la noche del 19 de abril de 1948, el pueblo fue atacado por el Palmaj. Las fuerzas atacantes estaban bajo el mando de Yosef Tabenkin, basado en Jerusalén, que estaban a punto de convertirse en la Brigada Harel del ejército israelí. El ataque llegó desde Beit Surik, que había sido capturado antes en la misma noche. Biddu fue bombardeado brevemente con morteros Davidka antes de que los zapadores, al mando del general de brigada Uri Ben-Ari, entraran en el pueblo para demoler sus casas y expulsar a todos sus habitantes antes de saquear el pueblo. Antes de retirarse de Biddu y Beit Surik, una unidad especial bajo órdenes de Moshé Dayán contaminó sus pozos con un agente de guerra biológica compuesto de bacterias del tifus y de la difteria. El objetivo de estos envenenamientos era impedir que las poblaciones de los pueblos conquistados, que todavía no habían sido ocupados, regresaran a sus hogares.

### Ocupación jordana
Al finalizar la guerra árabe-israelí de 1948, después de los acuerdos de armisticio árabe-israelí de 1949, Biddu se quedó en la Cisjordania bajo control jordano hasta que Israel volviese a conquistar el área en la Guerra de los Seis Días de junio de 1967.
Los habitantes del pueblo reconstruyeron, restauraron y desarrollaron el pueblo que en 1961 contaba 1444 personas.

### Ocupación israelí

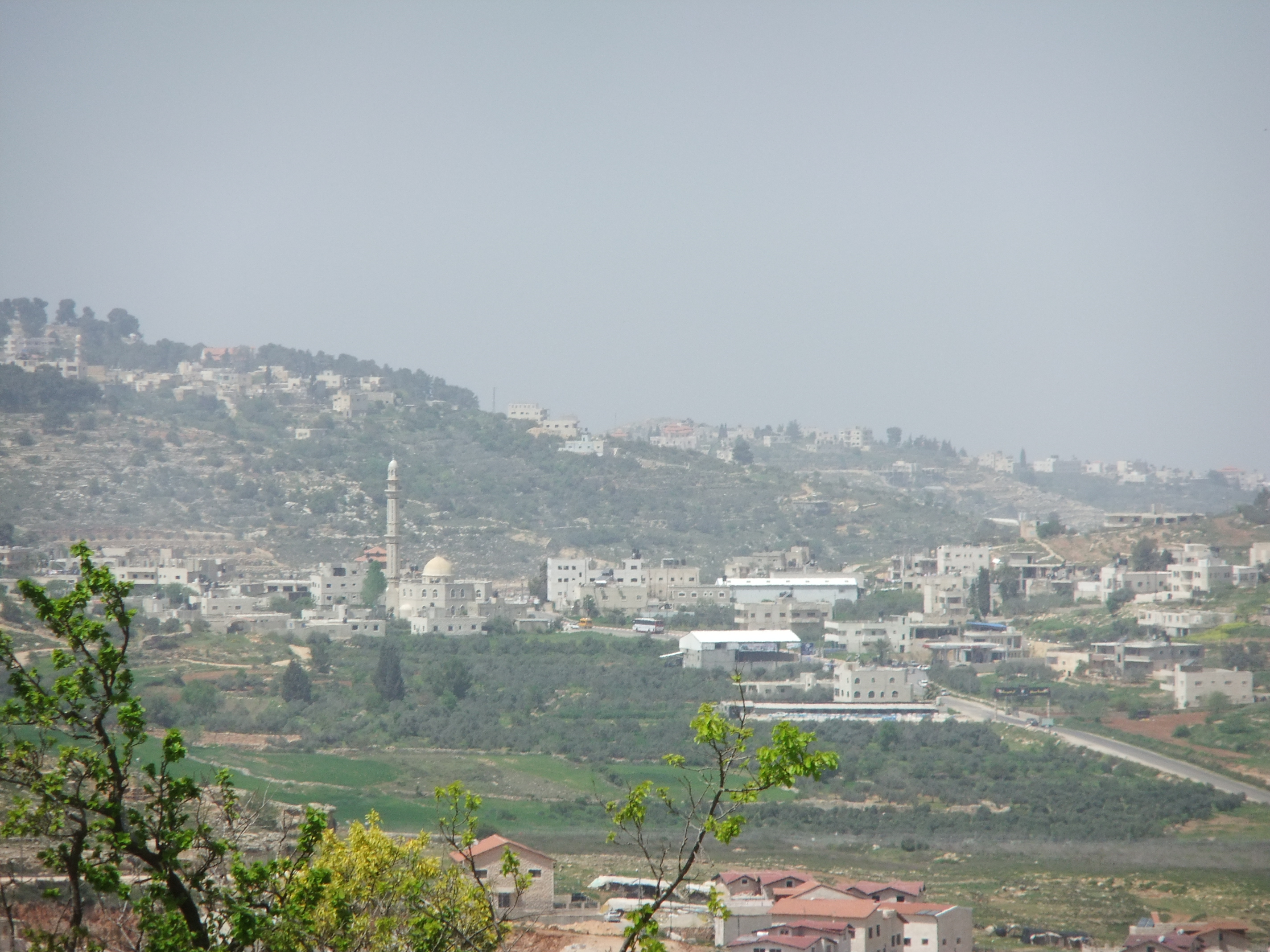
Biddu en la hondanada, y Al-Qubeiba arriba en segundo plano.

Desde la Guerra de los Seis Días de junio de 1967 en la que Israel conquistó Cisjordania, Biddu se encuentra bajo ocupación israelí. Un censo llevado a cabo por las autoridades israelíes aquel año muestrauna población de 1259 habitantes, de los que 567 proceden del territorio de Israel.
Entre 1980 y 1986, Israel se apropió de terrenos de Biddu para construir dos asentamientos ilegales: 627 dunams para Har Adar (Giv’at HaRadar), y 186 dunams para Giv’on Ha’hadasha, que son parte del bloque de Guiv'at Ze'ev que incluye cinco asentamientos.
Según los acuerdos de Oslo de 1995, 24,8% de las tierras de Biddu fueron clasificadas como área B, bajo administración conjunta israelí y de la Autoridad Nacional Palestina, y el restante 75,2% como área C bajo administración enteramente israelí.
Según relata Tanya Reinhart, los pueblos del «enclave de Biddu», se encuentran encerrados tras un muro que los aísla de sus huertos y tierras de cultivo, los cuales están siendo confiscados para constituir reservas de tierras para el Corredor de Jerusalén y crear una continuidad territorial con Guiv'at Ze'ev.

## Servicios públicos
Desde 1997, un consejo municipal gobierna el pueblo. Se compone de once miembros nombrados por la Autoridad Nacional Palestina, además de dieciocho empleados permanentes.
Biddu cuenta con tres escuelas públicas gestionadas por el ministerio de Educación palestino, dos de educación primaria y una de educación secundaria. Hay dos escuelas primarias más, una privada y otra gestionada por la UNRWA. Los dos jardines de infancia existentes son de titularidad privada.
Tiene dos centros de salud: un centro de salud gubernamental y un centro de la
Media Luna Roja Palestina. Hay cuatro laboratorios médicos privados, un centro privado de maternidad y cuidado infantil, dos centros privados de fisioterapia, tres centros privados de radiología, cuatro clínicas médicas (una gubernamental, dos privadas y una gestionada por una ONG), cinco clínicas privadas especializadas y cuatro farmacias privadas. Hay dos hospitales privados en la ciudad, Al Carmel y Al Quds. En ausencia de los servicios sanitarios requeridos o en casos de emergencia, los pacientes son enviados al Hospital Gubernamental de la ciudad de Ramalá, a 12 km de distancia, o a hospitales de Jerusalén, a unos 15 km. No obstante, las autoridades israelíes impiden que las ambulancias entren en Jerusalén y solo permiten a los pacientes entrar en la ciudad bajo ciertos procedimientos.